# Vivstavarvstjärnen
Vivstavarvstjärnen är en sjö i Timrå kommun i Medelpad och ingår i Indalsälven-Selångersåns kustområde. Sjöns area är 0,024 kvadratkilometer och den befinner sig 20 meter över havet.